# Fortuna (cântăreață)
Fortuna (nume complet Fortunée Joyce Safdié; n. 1958, São Paulo, Brazilia) este o cântăreață braziliană de origine iudaică, interpretă și compozitoare de muzică sefardă.

## Discografie
- Coletânea 15 anos
- Na casa da Ruth (CD e DVD)
- Novo Mundo [2]
- Encontros
- Caelestia (CD e DVD)
- Mazal
- Mediterrâneo
- Cantigas
- La Prima Vez
- Ao Vivo ( CD e DVD)
- Tic Tic Tati (CD e DVD)